# 마법의 검 (소설)
《황금나침반 2: 마법의 검》(영어: The Subtle Knife)은 필립 풀먼의 1997년 소설로, 《황금나침반 시리즈》의 제2편이다.